# Magma (polski zespół muzyczny)
Magma – polski zespół poprockowy.

## Historia
Zespół został założony w 1996 przez muzyków De Mono – Piotra Kubiaczyka i Dariusza Krupicza. Wokalistą został 19-letni wówczas Marcin Klimczak.
W latach 90. zespół wydał dwa albumy studyjne – Wszystkie chwile (9 listopada 1996) i Motyle kolorowe (15 stycznia 1999). Wydawnictwa były promowane przez utwory: „Wszystkie chwile”, „Kochać i pragnąć”, „Motyle kolorowe”. Jednak to piosenka „Aicha”, rodzima wersja piosenki algierskiego wokalisty Khaleda, stała się jednym z największych przebojów polskiej muzyki rozrywkowej, granym przez stacje radiowe.
W 2002 podczas realizacji nagrań trzeciego albumu studyjnego w związku z rozbieżnością stylistyki i odejściem z zespołu Dariusza Krupicza nagrania zostały przerwane, a zespół zawiesił działalność.
Marcin Klimczak od momentu rozpadu zespołu był barmanem, pracownikiem na budowie i właścicielem agencji aktorskiej. Próbował też komponować swoje utwory, a jedna z piosenek znalazła się na składance Wyspiański Wyzwala obok utworów m.in. Stanisława Sojki. Nagrał płytę zawierającą kompozycje Mieczysława Jureckiego do tekstów Bogdana Olewicza. Równocześnie podróżował do Indii, USA, pracował na budowie i zamieszkał w Londynie. 
W 2008 Piotr Kubiaczyk i Marcin Klimczak ogłosili reaktywację zespołu, przygotowując się jednocześnie do nagrania planowanej wcześniej, trzeciej płyty.
W 2013 Dariusz Krupicz reaktywował zespół z nowymi muzykami. W 2016 Marcin Klimczak i Piotr Kubiaczyk reaktywowali Magmę niezależnie od grupy Krupicza, jako Magma & Marcin Klimczak – „Marcin Klimczak z zespołem”. W czerwcu 2016 wydali teledysk do singla „Szukamy szczęścia”.

## Dyskografia

### Albumy
| Rok  | Tytuł            |
| ---- | ---------------- |
| 1996 | Wszystkie chwile |
| 1998 | Motyle kolorowe  |

### Single
| Rok  | Tytuł                    | Pozycja na liście | Pozycja na liście | Pozycja na liście |
| Rok  | Tytuł                    | LP3               | SLiP              | WiR               |
| ---- | ------------------------ | ----------------- | ----------------- | ----------------- |
| 1997 | Wszystkie chwile         | 45                | 42                | 1                 |
| 1997 | Aicha                    | —                 | 14                | 1                 |
| 1998 | Dzień jak piękna kobieta | —                 | —                 | 10                |
| 2003 | Sweet                    | —                 | —                 | 12                |
| 2016 | Szukamy szczęścia        |                   |                   |                   |